# 여환섭
여환섭(呂煥燮, 1968년 6월 8일~)은 대한민국의 검사 출신의 변호사로, 제70대  충북 청주지방검찰청 검사장, 제27대 대전고등검찰청 검사장, 제47대 법무연수원장 등을 역임하였다.
1968년 경상북도 김천에서 태어났다. 1991년 연세대학교 법학과(학사)를 나왔고, 1992년 제34회 사법시험에 합격하여 검사로 임관했다. 평검사 시절부터 중앙수사부와 지검을 오가며 특별수사쪽에서 일했고, 대검찰청 중앙수사부 2과장, 1과장을 지내다가 중앙수사부가 폐지되자 중앙수사부 기능을 사실상 옮긴 중앙지방검찰청 특수1부를 맡아 대표적인 특수사건을 총괄했다. 특별수사에 관한 한 검찰의 상징적 인물이다. 
대표적인 수사로는 2002년 최규선 게이트 사건(김대중 대통령 3남 구속기소), 2003년 굿모닝시티 분양사기 사건(민주당 대표 정대철 의원 구속기소), 2004년 쌍용그룹 사건(김석원 회장 구속기소), 2005년 대우그룹 분식회계 사건(김우중 회장 구속기소), 2006년 현대차 비자금 사건(정몽구 회장 구속기소), 2010년 함바 비리 사건(강희락 전 경찰청장 구속기소),  2011년 파이시티 사건(최시중 전 방송통신위원장 구속기소), 2013년 원세훈 전 국정원장 사건(원세훈 구속기소), 2014년 동양그룹 CP사기 사건(현재현 회장 구속기소), 4대강 담합 사건 등이 있다.   
2017년 성남지청창을 거쳐 2018년 6월 청주지방검찰청 검사장이 되었다. 2019년 3월 김학의 성폭행과 뇌물수수 의혹 사건을 규명하기 위한  '검찰 과거사위원회 수사권고 관련 수사단' 단장으로 임명되었다.
2019년 7월 제65대 대구지방검찰청 검사장, 2020년 8월 제64대 광주지방검찰청 검사장, 2021년 6월 제27대 대전고등검찰청 검사장을 거쳐 2022년 6월 제47대 법무연수원장이 되었다. 2022년 9월 검찰총장추천위원회에서 검찰총장 후보자 4인 중 1인으로 추천되었으나 윤석열 대통령이 이원석 대검차장을 검찰총장으로 지명하자 후배들에게 길을 열어준다는 취지로 사직하였다.

## 학력
- 김천고등학교 졸업(1987년 2월)
- 연세대학교 법학과 학사(1991년 2월)
- 미국 UCLA 로스쿨 법학 석사 수료(2000년 8월)

## 경력
- 1992년: 제34회 사법시험 합격
- 1995년: 제24기 사법연수원 수료
- 1998년 3월: 대구지방검찰청 검사
- 2000년 10월: 대구지방검찰청 포항지청 검사
- 2001년: 서울중앙지방검찰청 검사
- 2004년: 수원지방검찰청 검사(대검찰청 중앙수사부 근무)
- 2007년 2월: 대구지방검찰청 부부장검사(UCLA School of Law 장기연수)
- 2008년 3월: 춘천지방검찰청 부부장검사
- 2009년 1월~2010년 8월: 제43대 창원지방검찰청 거창지청장
- 2010년 7월: 서울동부지방검찰청 형사6부장검사
- 2011년 8월: 대검찰청 중앙수사부 중수2과장
- 2012년 7월: 대검찰청 중앙수사부 중수1과장
- 2013년 4월: 서울중앙지방검찰청 특수1부장검사
- 2014년 1월~2015년 2월: 대전지방검찰청 형사1부장검사
- 2015년 2월~2016년 1월: 대검찰청 공보관 겸 대변인
- 2016년 1월~2017년 8월: 대검찰청 반부패부 선임연구관
- 2017년 8월~2018년 6월: 제34대 수원지방검찰청 성남지청장
- 2018년 6월~2019년 7월: 제70대 청주지방검찰청 검사장
- 2019년: 김학의 별장 성접대 사건 수사단장
- 2019년 7월~2020년 8월: 제65대 대구지방검찰청 검사장
- 2020년 8월~2021년 6월: 제64대 광주지방검찰청 검사장
- 2021년 6월~2022년 6월: 제27대 대전고등검찰청 검사장
- 2022년 6월~2022년 9월: 제47대 법무연수원 원장
- 2022년 10월~ 여환섭법률사무소 변호사
- 2023년 3월~ 단석산업 사외이사
- HD현대에너지솔루션 사외이사 및 감사위원